# Podul Calafat-Vidin
Podul Calafat-Vidin (sau Vidin-Calafat, în bulgară Мост Видин-Калафат) este un pod feroviar și rutier pe Dunăre, care conectează orașele Calafat (România) și Vidin (Bulgaria). Podul este parte a coridorului paneuropean de transport care leagă (puncte terminale) orașul german Dresda de orașul Istanbul din Turcia și orașul Salonic din Grecia..
În Bulgaria, podul este mai cunoscut sub numele Podul 2 peste Dunăre (bulgară Дунав мост 2).
Acest pod este cel de-al doilea pod pe Dunăre care conectează România și Bulgaria și ar fi trebuit, conform planificării inițiale, să intre în funcțiune în anul 2010. Deschiderea a fost ulterior amânată succesiv până la sfârșitul lui 2012. Diverse evenimente neprevăzute au întârziat construcția, iar noul termen de deschidere asumat de autorități a fost 14 iunie 2013, dată care a fost în final respectată. Până în acest moment, pe porțiunea de 470 kilometri din Dunăre care formează granița bulgaro-română era în funcțiune un singur pod, între Ruse și Giurgiu. Acesta, inaugurat la 20 iunie 1954 și denumit Podul Prieteniei, este prevăzut de asemenea cu o cale rutieră și feroviară. Proiectul de construire a unui pod în zona Calafat-Vidin datează din anul 1925. Inaugurarea podului a avut loc în prezența premierului bulgar Plamen Oreșarski, a celui român Victor Ponta, și a comisarului european pentru politica regională Johannes Hahn. La deschidere, pe lângă numeroși oficiali români și bulgari, a asistat și guvernatorul Băncii Naționale a României, Mugur Isărescu.

## Istoric

### Treceri cu bacul
Până în 14 iunie 2013, singura modalitate de a traversa Dunărea între Calafat și Vidin era serviciul de feribot, care execută curse la fiecare două ore, imediat ce 19-20 de camioane sunt încărcate. De pe malul românesc bacul pleca din portul Calafat, situat la kilometrii fluviali 794-795, pe malul stâng al Dunării.

### Concepție
Până în 14 iunie 2013, pe porțiunea de 470 kilometri din Dunăre care formează granița bulgaro-română era în funcțiune un singur pod, între Ruse și Giurgiu. Acesta, inaugurat la 20 iunie 1954 și denumit Podul Prieteniei, este prevăzut de asemenea cu o cale rutieră și feroviară. Proiectul de construire a unui pod în zona Calafat-Vidin datează din anul 1925.
Ținând cont de lipsa acută a traversărilor rapide peste Dunăre, scopul principal al construcției podului Vidin-Calafat este de a facilita transportul combinat auto și feroviar pe aripa sudică a Coridorului IV Pan-European de Transport, care se întinde de la Dresda, în Germania, până la Istanbul, în Turcia, precum și interconectarea mai rapidă a axelor de transport din Sud-estul Europei la marile coridoare de transport europene. Nu se poate totuși neglija nici rolul regional al podului, acela de a conecta sud-vestul României și nord-vestul Bulgariei, state membre ale Uniunii Europene, printr-o legătură modernă și rapidă.

### Proiectare

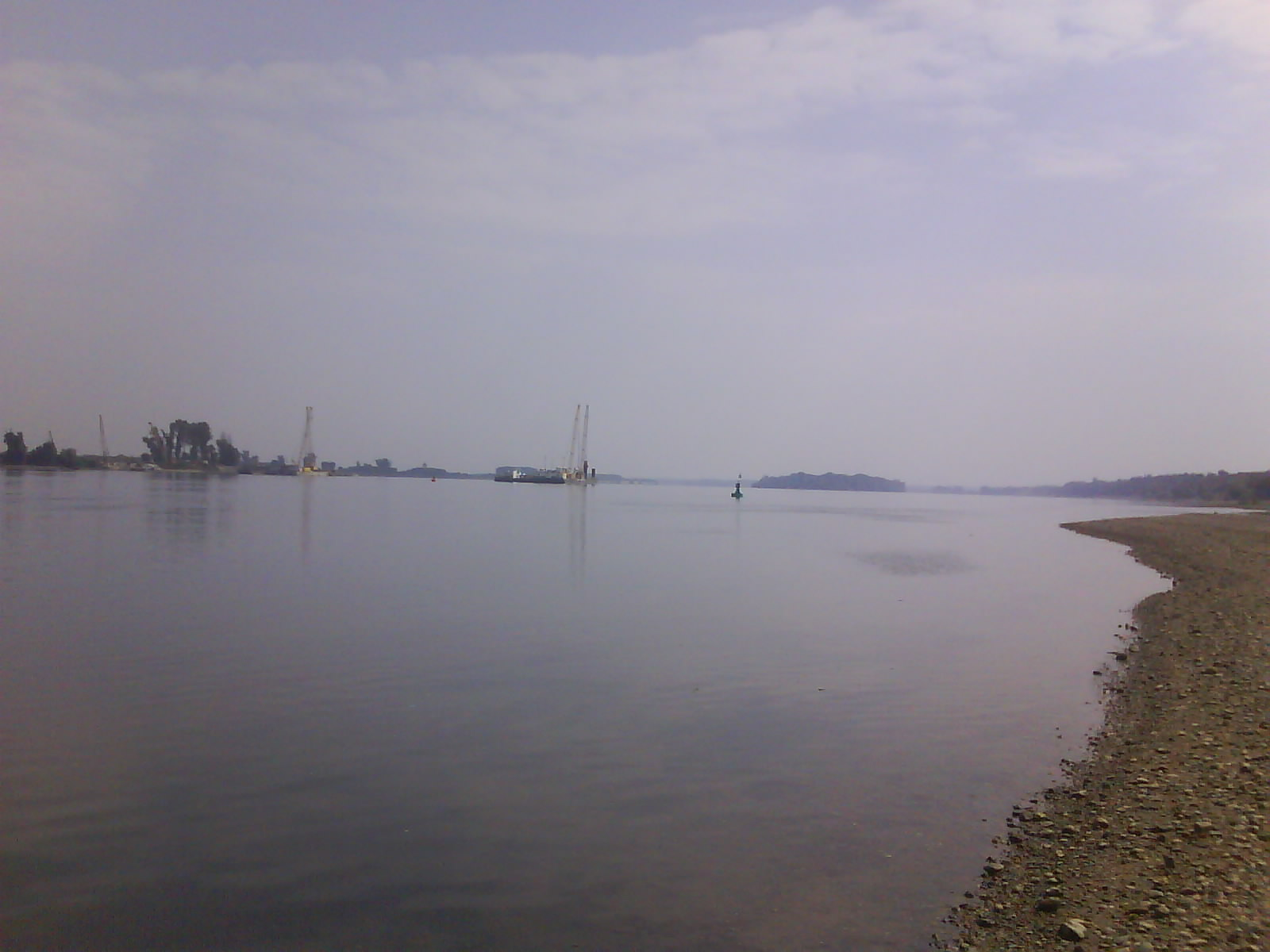
Începutul lucrărilor

România și Bulgaria au semnat acordul pentru construirea podului Calafat-Vidin în anul 2000.
În 2001, folosind finanțarea asigurată de banca germană Kreditanstalt fuer Wiederaufbau (KfW) (tradus Institutul de Credit pentru Reconstrucție), în zona selectată pentru construcția podului (kilometrul fluvial 796+000) au fost elaborate studii preliminare geotehnice și hidrotehnice de către compania Ruhr Ingenieurgesellschaft (RRI) (Societatea Inginerească Ruhr) din Germania, în asociere cu compania bulgară GUS și cea română IPTANA București. Studiile au confirmat corectitudinea alegerii și au asigurat datele preliminare topografice și geologice necesare proiectării.
Între 2001-2003, folosind aceeași finanțare KfW, consorțiul alcătuit din Erm Lahmeyer din Germania, Irin și Geomarin din Bulgaria, și Agraro Consult din România, a elaborat „Studiul de Evaluare a Impactului Asupra Mediului pentru Podul peste Dunăre Vidin, Bulgaria - Calafat, România”. Studiul a fost prezentat opiniei publice din România și din Bulgaria și a fost aprobat în ședințe publice ale autorităților de Mediu la Vidin și Calafat, spre sfârșitul lui 2004.
Folosind fonduri puse la dispoziție de Agenția Franceză de Dezvoltare (Agence Française de Développement - AFD), compania franceză BCEOM, în asociere cu ITC și Patinvestengineering din Bulgaria, și IPTANA din România, a elaborat, între 2001-2002, analizele economice, financiare și sociale preliminare ale construcției unui nou pod peste Dunăre și actualizarea indicilor de preț ai proiectului celui de-al doilea pod peste Dunăre.
În septembrie 2002, într-un raport al Pactului de Stabilitate pentru Europa de Sud-Est publicat la Bruxelles, podul Vidin-Calafat este menționat printre obiectivele sprijinite în Bulgaria de această instituție, menționându-se anul 2003 ca dată de începere a construcției. Acest termen însă nu a fost respectat.
La începutul anului 2003, folosind grantul ISPA, Ministerul Transporturilor din Bulgaria a organizat o licitație în urma căreia a contractat un Consultant Internațional. Acesta este consorțiul britanico-spaniol Scott Wilson Holding / Iberinsa / Flint&Neill Partnership, care a primit sarcina să întocmească:
- Un Studiu de Fezabilitate al podului în trei variante, care au fost incluse în documentația pentru licitația organizată în scopul desemnării unui Constructor;
- Un Proiect Tehnic pentru infrastructura rutieră și feroviară de acces la pod pe malul bulgăresc;
- Patru exemplare de documentații pentru licitația în vederea selectării constructorilor și consultanților, în conformitate cu procedurile Comisiei Europene;

S-a stabilit ca pe întreaga durată a construcției Consultantul Internațional, prin intermediul unui Consultant Rezident, să asiste Unitatea de Implementare și Management al Proiectului.
Tot în anul 2003 a fost aleasă varianta finală a podului. Titlul de lucru al planului variantei selectate era „verde”. Anterior au fost discutate și celelalte alternative, intitulate „albastru”, respectiv „roșu”. În varianta „verde”, podul avea 1,440 de metri, cu patru benzi de circulație rutieră, un fir de cale ferată, trotuare, o pistă pentru bicicliști și un depou feroviar de frontieră comun.

### Finanțare

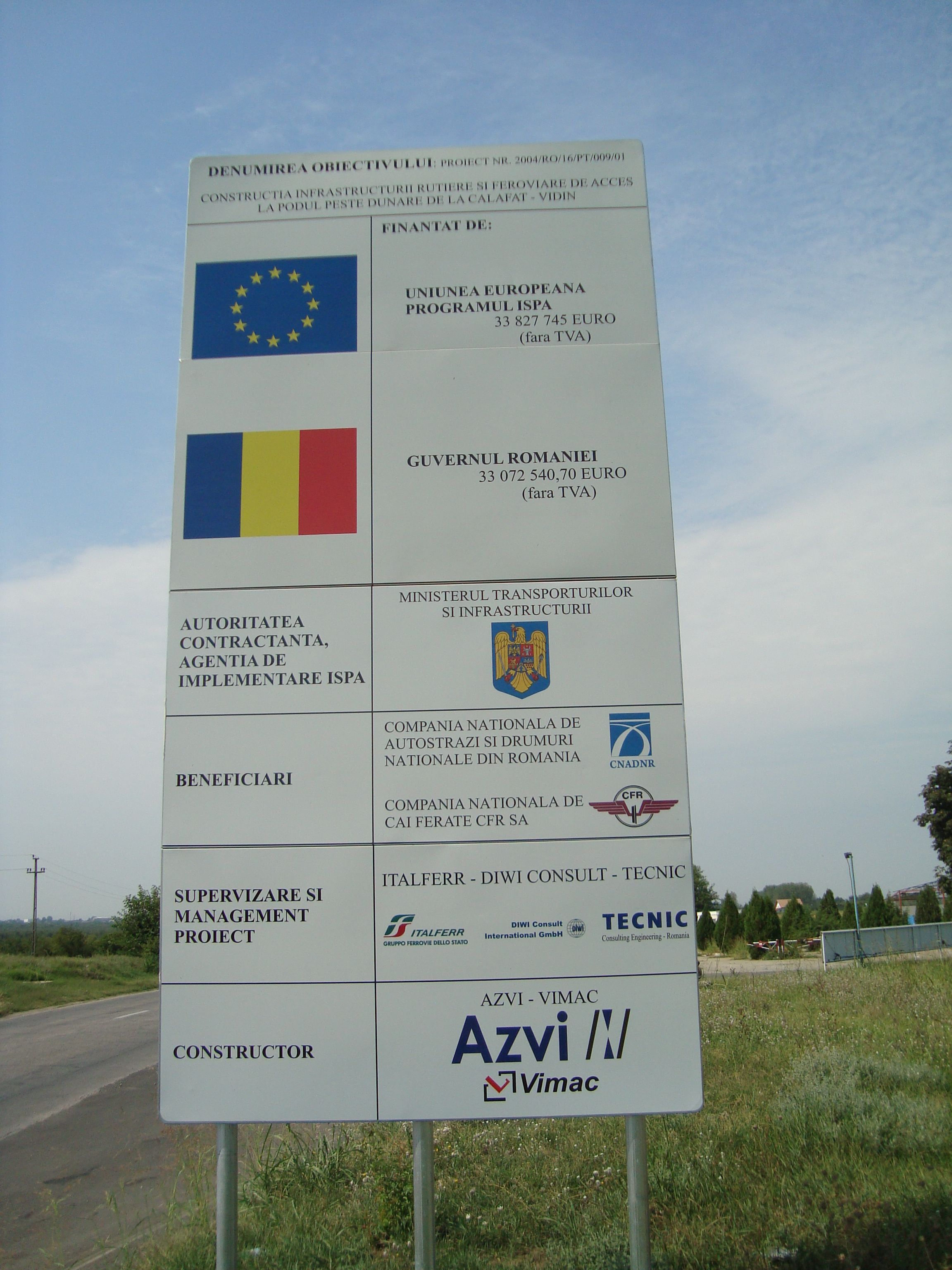
Panoul investiției pentru partea română

Valoarea contractului pentru podul construit de compania Fomento de Construcciones y Contratas se ridică la 99.955.946 euro. Costul total al lucrării este stabilit la 236 milioane de euro.
Conform panourilor investiției amplasate pe cele două maluri ale Dunării, finanțarea lucrărilor podului și accesului de pe malul bulgăresc s-a făcut după cum urmează:
- Uniunea Europeană, prin programul ISPA, grant Fondul de Coeziune: 70.000.000 euro;
- Banca Europeană de Investiții: 70.000.000 euro;
- Republica Federală Germania, prin Kreditanstalt fuer Wiederaufbau (KfW): 20.045.167 euro;
- Guvernul Franței, prin Agence Française de Développement (AFD): 5.000.000 euro;
- Bugetul de stat al Republicii Bulgaria: 60.761.285 euro.
- Parlamentul Bulgariei: 25.772.802,30 euro[18]

Finanțarea accesului de pe malul românesc a fost asigurată de:
- Uniunea Europeană, prin programul ISPA: 33.827.745 euro;
- Guvernul României: 33.072.540,70 euro.

### Licitație și construcție
Caietele de sarcini pentru selecția de oferte au putut fi cumpărate până pe data de 7 mai 2004, iar depunerea ofertelor s-a făcut până pe data de 14 iunie. Scopul acestei selecții, numită și „licitație de precalificare”, era alegerea a maximum opt consorții care să fie invitate apoi să participe la licitația propriu-zisă. După studierea ofertelor s-au calificat pentru licitație următoarele consorții:
1. Hochtief (Germania) și OHL (Spania)
2. FCC (Spania)
3. VINCI (Franța)
4. Glavbolgarstroi și Mostroi (Bulgaria)
5. Zublin (Germania), Alpine Mayreder (Austria) și Eiffel (Franța)
6. Bouygues (Franța), Transstroi Varna (Bulgaria) și Rizzani de Eccher (Italia)

Pe 1 decembrie 2005 guvernul bulgar a aprobat proiectul, după negocierea termenilor lui cu România.
În final, pe 25 mai 2006 Uniunea Europeană a aprobat documentele pentru licitație, iar companiile dornice să participe și-au putut depune ofertele până pe 15 septembrie 2006. Ministerul bulgar al Transporturilor le-a deschis pe 18 septembrie. Compania spaniolă FCC a fost însărcinată, pe data de 30 ianuarie 2007, cu detaliile de execuție și construcția podului, în timp ce consorțiul franco-britanic Ingérop / High-Point Rendel a fost desemnat consultantul lucrării.
Pe data de 13 mai 2007, în cadrul unei inaugurări festive, premierul bulgar Serghei Stanișev a îndepărtat în mod simbolic prima lopată de pământ de pe viitorul șantier al podului Vidin-Calafat, în prezența lui Erhard Busek, coordonatorul din acea vreme al Pactului de Stabilitate pentru Europa de Sud-Est.
În cazul României, proiectul de construire a infrastructurii rutiere și feroviare de acces la pod a fost acceptat pentru finanțare din fonduri ISPA de preaderare în 2005, sub numărul de înregistrare 2004RO16PPT009.
În România s-au calificat la licitația pentru construcția infrastructurii rutiere și feroviare de acces la podul peste Dunăre de la Calafat - Vidin cinci consorții: 
1. FCC (Spania) și Alpine Bau-Thales (Austria)
2. Astaldi (Italia), Swietelsky (Austria), Euro Construct Trading 98 (România) și Ansaldo (Italia)
3. Colas (Franța) și Leonhard Weiss GmbH & Co (Germania)
4. AZVI (Spania) și Vimac (Spania)
5. Impresa Pizzarotti (Italia) și Costruzione Linee Ferroviarie (Italia)

Comisia de evaluare a Ministerului Transporturilor a deschis ofertele pe data de 7 noiembrie 2008 și, în urma evaluării lor, a decis să le declare pe toate inacceptabile și să descalifice toate cele cinci consorții, deoarece ofertele nu îndeplineau cerințele de calificare cu privire la experiența minimă a personalului-cheie propus în ofertă. Ulterior acestei decizii au fost solicitate să depună oferte doar două din consorții: AZVI / Vimac și Astaldi / Swietelsky / Euroconstruct / Ansaldo. Pe data de 20 ianuarie a fost declarată câștigătoare asocierea AZVI / Vimac. Contractul cu acest consorțiu a fost semnat de CFR pe data de 6 mai 2008, de Compania Națională de Autostrăzi și Drumuri Naționale din România pe 7 mai și de Ministerul Transporturilor și Infrastructurii pe 12 mai.
În septembrie 2009, la structura podului și infrastructura adiacentă lucrau 350-400 angajați, din care 250 bulgari, iar restul spanioli și români. Alți peste 1000 erau implicați indirect în proiect, incluzând aici furnizori, transportatori, subcontractori și experți.

## Descriere

### Specificații tehnice
Conform proiectului, lungimea totală a căii rutiere a fost stabilită la 1,440 kilometri, iar a liniei ferate la 2,480 de kilometri. La terminare, podul ar urma să aibă două benzi de circulație rutieră în fiecare direcție și o linie de cale ferată. Detaliat, proiectul tehnic prevede următoarele:

##### Pentru partea bulgară
Lotul 1 – Proiectul și construcția unui pod combinat (feroviar și rutier) cu patru benzi rutiere, o cale ferată pe un singur fir și o pistă pentru bicicliști.
Lotul 2 – Construcția infrastructurii rutiere și feroviare de acces la pod, care implică: un terminal feroviar nou pentru mărfuri și 7 km de cale ferată nouă; reconstrucția gării de pasageri existente și construcția a 4 noduri rutiere noi.

##### Pentru partea română
Construcția a 5 km de cale ferată nouă, de la capătul podului până la calea ferată existentă Golenți-Calafat, 5 km de drum expres, plus o stație terminală pentru controlul comun al traficului și taxare. Conform memorandumului semnat de cele două țări înaintea începerii lucrărilor de construcție, toate taxele rutiere pentru traversarea podului Calafat-Vidin vor fi percepute de către România, pentru Bulgaria rămânând doar taxele feroviare. Cel mai probabil, partea bulgară a acceptat această condiție nefavorabilă în schimbul acordului dat de România pentru a fi construit un pod între Calafat și Vidin, întrucât Bucureștiul nu prea își dorea acest lucru.
Podul propriu-zis este o investiție bulgară, beneficiarul lucrării fiind Ministerul Transporturilor din Bulgaria. Bulgarii au realizat podul feroviar și rutier cu patru benzi, un terminal feroviar nou pentru mărfuri, șapte kilometri de cale ferată nouă și patru noduri rutiere noi, în timp ce România a construit pentru infrastructura de acces pe pod mai multe bretele rutiere, cinci kilometri de cale ferată și o stație terminală pentru controlul comun al traficului și taxare. Beneficiarii investiției de pe malul românesc sunt Compania Națională de Autostrăzi și Drumuri Naționale din România (CNADNR) și Compania Națională de Căi Ferate (CFR SA). Constructorul desemnat prin licitație de partea română a fost asocierea spaniolă AZVI / Vimac, iar consorțiul Italferr SpA. / DIWI Consult International GmbH / Tecnic Consulting Engineering – România SRL a supervizat lucrările din postura de consultant.

### Structură

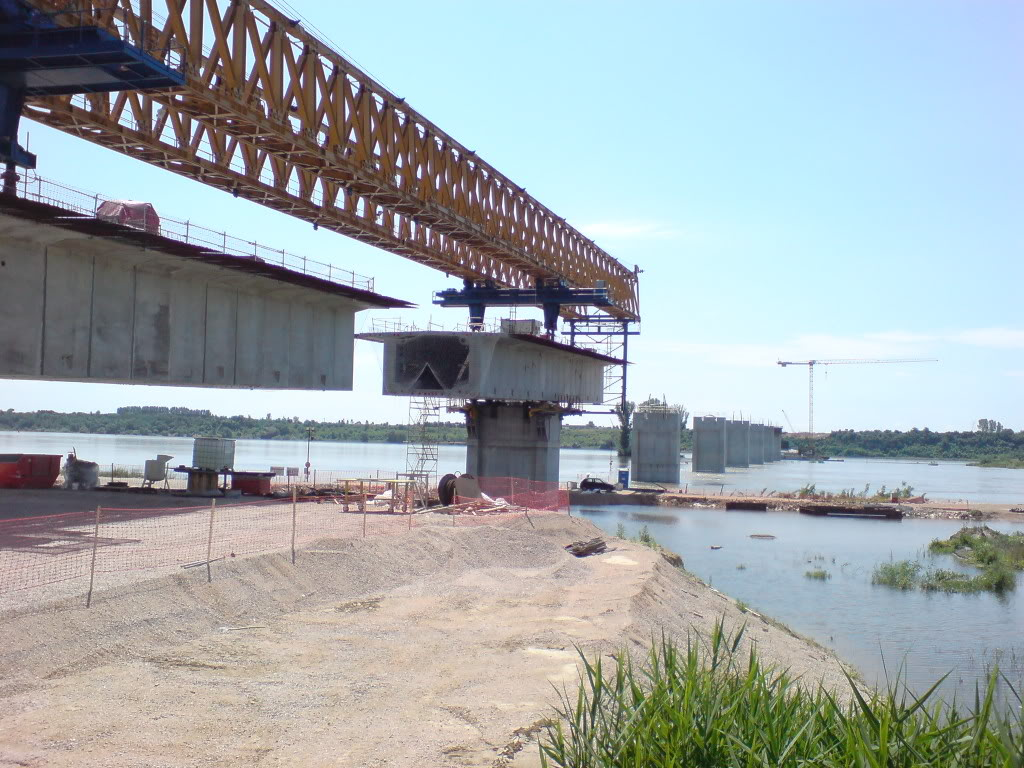
Lucrările la Podul Calafat-Vidin;
grinzi deplasate cu ajutorul lansatorului

Podul Calafat-Vidin este o structură combinată rezemată la capete pe trei cule, din care două pe malul bulgăresc, iar una pe malul românesc. Pe malul bulgar, calea ferată se desprinde din structura unitară a podului și continuă pe un viaduct separat, în lungime de 400 m, pentru a putea asigura declivitățile stabilite prin normative. La capătul viaductului feroviar se află culeea A-1, la capătul viaductului rutier culeea A-2, iar culeea A-3 de pe malul românesc este comună. Între culee sunt amplasate 12 pile, numerotate PB1-PB12. Patru din aceste pile, numerotate în proiect PB9, PB10, PB11 și PB12, sunt amplasate în albia navigabilă a Dunării, iar deschiderea dintre ele este de 180 m. Pilele PB1 și PB2 sunt amplasate pe malul bulgăresc, pila PB8 pe Insula fără nume, iar restul pilelor sunt situate în albia Dunării, între malul bulgăresc și Insula fără nume. Culeele și pilele sunt masive fundate pe piloți forați. Tablierele podului și ale pasajelor care fac parte din infrastructura de acces sunt alcătuite din grinzi prefabricate din beton precomprimat de dimensiuni mari. Pe podul propriu-zis, grinzile au fost deplasate și montate cu ajutorul lansatorului de grinzi.
Tehnologia folosită pentru construcția podului, numită de experți „spate de cămilă”, este una ultramodernă. Ea permite economisirea materialelor de construcție și asigură o mare rezistență seismică. Principiul care stă la baza acestei tehnologii se aseamănă cu cel al desagilor prinși pe șeile fixate între cocoașele unei cămile: orice greutate în desagul dintr-o parte este echilibrată printr-o contragreutate în desagul din cealaltă parte. Konstantin Jiponov, responsabilul adjunct de proiect al Ministerului Transporturilor din Bulgaria, a declarat că podul va fi unic în întreaga Uniune Europeană și incomparabil mai ieftin decât dacă s-ar folosi orice altă tehnologie de construcție. Potrivit domnului Jiponov, această tehnologie este extrem de populară în Japonia.

### Trafic
Conform estimărilor din Memorandumul de Finanțare, până în 2030 podul ar urma să fie traversat de 8.400 de vehicule și 30 de trenuri pe zi. Ivailo Moskovski, ministrul Transporturilor din Bulgaria, estimează că traficul ar ajunge la 100.000 de vehicule în primul an de operare a podului.
În iulie 2006 Ministrul adjunct al Transporturilor din Bulgaria, Vessela Gospodinova, a semnat cu autoritățile române un acord al cărui scop era clarificarea modalității în care cetățenii celor două țări vor putea traversa granița după construcția podului.
În conformitate cu negocierile dintre părți, în data de 27 februarie 2013 a fost aprobat în ședința Guvernului României Memorandumul nr.8615/RF/26.02.2013 cu tema: „Aprobarea semnării Acordului între Guvernul României și Guvernul Republicii Bulgaria pentru înființarea unei entități comerciale mixte – operator al noului Pod combinat (rutier și feroviar) între cele două state peste fluviul Dunărea între orașele Calafat (România) și Vidin (Republica Bulgaria)”. Semnarea Acordului a avut loc la Sofia, în data de 28 februarie 2013. Din partea Guvernului României, Acordul a fost semnat de către Septimiu Buzașu, secretar de stat în Ministerul Transporturilor, iar din partea Guvernului Republicii Bulgaria de către Ivailo Moskovski, ministrul transporturilor, tehnologiilor informaționale și comunicațiilor. Acordul stipulează înființarea unei entități comerciale româno-bulgare care să se ocupe de întreținerea și exploatarea podului, inclusiv de colectarea taxelor de trecere. Conform Acordului, porțiunea de pod cuprinsă între jumătatea lui și malul bulgăresc va reveni Bulgariei, iar cea cuprinsă între jumătatea lui și malul românesc va reveni României. Stația de taxare rutieră va fi amplasată pe teritoriul românesc, iar taxele rutiere vor fi încasate de România, în timp ce taxele feroviare vor fi încasate de Bulgaria, conform memorandumului de finanțare a podului.
Presa română și cea bulgară au publicat recent posibilele valori ale taxelor rutiere care vor fi percepute pentru traversarea podului: 2 euro pentru autoturisme, 12 euro pentru autovehiculele cu masa cuprinsă între 3,5 și 7,5 tone având maxim 23 locuri, 18 euro pentru cele cu masa cuprinsă între 7,5 și 12 tone, 25 euro pentru camioanele cu masa mai mare de 12 tone și cu maximum 3 axe, 37 euro pentru cele cu masa mai mare de 12 tone și cu peste 4 axe.

### Aspecte estetice și vizuale
Podul are deschideri de 180 m între pile, pentru a permite inclusiv circulația navelor fluviale de mare tonaj. Podul propriu-zis este unul de tip hobanat, în zona șenalului navigabil tablierul fiind susținut de niște cabluri de mari dimensiuni numite hobane, fixate pe cele patru pile centrale. Aspectul dat de ansamblul format de pilele centrale și de hobane poate fi considerat unul suplu și impunător, iar imaginea generală a podului fost caracterizată de unii ingineri și oficiali drept „monumentală” și „impresionantă”.

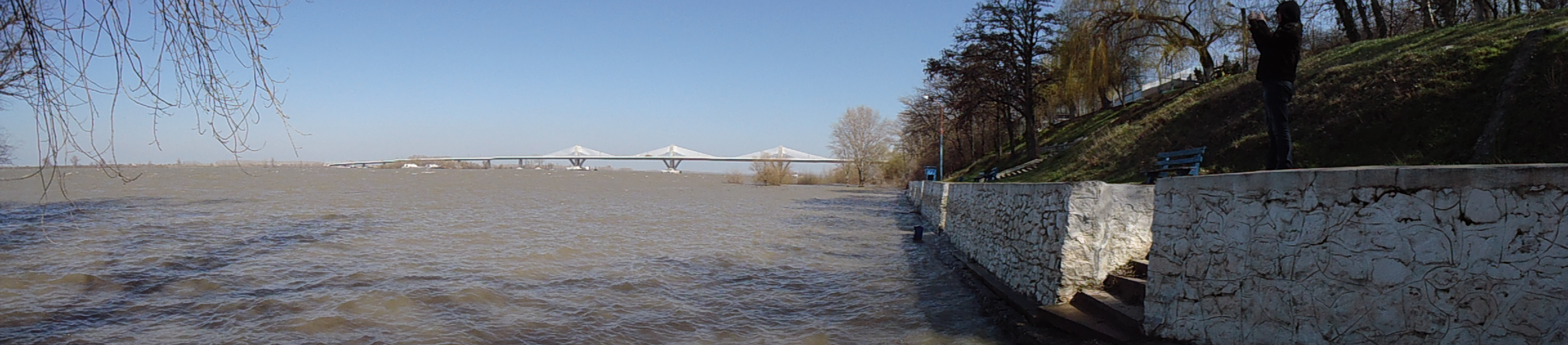
Panorama podului în martie 2013

## Proiecte de viitor
Construcția unui obiectiv de infrastructură atât de important precum podul de la Vidin-Calafat a impulsionat autoritățile de pe ambele maluri. În numeroase rânduri, oficiali din Bulgaria și România au sugerat realizarea în viitorul apropiat a unor poduri similare care să lege cele două țări în zone de interes economic sau de tranzit sporit.
Cu ocazia unei vizite pe care a întreprins-o în noiembrie 2005 în România, președintele bulgar Gheorghi Părvanov a propus construirea în următorii 20 de ani a cel puțin două poduri noi peste Dunăre, unul la Nicopole-Turnu Măgurele, celălalt la Silistra-Călărași, declarând: „Trebuie să avem câte un pod peste Dunăre oriunde tranzitul de persoane și de mărfuri o cere”.
În august 2008 reprezentanți ai Consiliului Județean Olt și directorul executiv al Prefecturii Plevna din Bulgaria, Stelian Vârbanov, prezent la o întrunire organizată de partea română, au anunțat că vor depune la Uniunea Europeană un studiu de piață cu privire la construirea unui pod peste Dunăre în dreptul localităților Corabia și Plevna. Deși documentația a fost ulterior respinsă de la finanțare de către UE, autoritățile locale de pe cele două maluri ale Dunării anunțau în iulie 2009 că susțin în continuare construcția acestui pod, de data aceasta ca un parteneriat public-privat. Investiția ar costa 300.000.000 euro, din care guvernul român ar trebui să asigure 150.000.000 euro.
Pe 6 noiembrie 2008 experți din România și Bulgaria au discutat propunerea de a se construi o telegondolă peste Dunăre, care să lege Giurgiu de Ruse paralel cu podul existent. Odată cu ușurarea traficului și creșterea mobilității între cele două orașe, telegondola ar servi și ca atracție turistică. S-a propus ca finanțarea, estimată la 8.000.000 euro, să se facă prin Programul Operațional de Cooperare Transfrontalieră pentru perioada 2007 – 2013, parte a Fondului Regional European de Dezvoltare.
Tot în noiembrie 2008 prim-ministrul român de atunci, Călin Popescu-Tăriceanu, a prezentat posibilitatea construirii împreună cu Bulgaria a unui complex hidroenergetic în regiunea Turnu Măgurele–Nicopole. Acesta ar servi ca legătură rutieră, protecție împotriva inundațiilor și ar ușura traficul naval din zonă atunci când debitul fluviului e scăzut.
În decembrie 2008 primarul Silistrei, Ivo Andonov, anunța că guvernul Omanului a decis să participe în competiția pentru concesionarea construcției unui pod peste Dunăre lângă Silistra. Domnul Andonov preciza că a primit o scrisoare de intenție din partea Fondului de Investiții din Oman. În scrisoare se detalia faptul că Fondul a angajat o echipă de consultanți internaționali să efectueze un studiu, iar datele preliminare privind locația podului erau extrem de promițătoare. Primăria Silistra dorea să înceapă procedurile de concesionare cât mai curând și să solicite și sprijinul guvernului bulgar.
Pe 5 decembrie 2008 Petăr Mutafchiev, ministrul bulgar al Transporturilor, spunea în fața studenților de la Facultatea de Transporturi și Construcții din cadrul Universității de Arhitectură, Construcții și Geodezie din Sofia, că „în acest moment există negocieri în stadiu avansat cu România privind două poduri noi peste fluviul Dunărea”. Ministrul Mutafchiev adăuga că e vorba de locațiile Oreahovo-Bechet, de care România este mai interesată, și Silistra-Călărași, pe care Bulgaria o consideră prioritară.
Pe 24 februarie 2009 Petăr Mutafchiev s-a întâlnit la Calafat cu omologul său român, Radu Berceanu. În urma discuțiilor, acesta a declarat:
„Urmează să pregătim un proiect comun româno-bulgar în care să ne exprimăm acordul pentru construcția unui pod la Bechet-Oreahovo, în care partea română să aibă inițiativa, și la Călărași-Silistra, în care partea bulgară să aibă inițiativa.”—AMOS News - 24.02.2009
Petăr Mutafchiev a declarat și el presei bulgare că cele două țări au avut în trecut puncte de vedere diferite, însă acum se va pregăti un acord care va stipula că România va construi un pod la Oreahovo-Bechet, iar Bulgaria alt pod la Călărași-Silistra.
În octombrie 2009 o delegație condusă de oficiali ai Ministerul Economiei și Finanțelor și formată din reprezentanți ai Transgaz, Transelectrica și Hidroelectrica, a analizat în Bulgaria proiectele de colaborare în domeniul energiei dintre cele două țări. La încheierea discuțiilor, Tudor Șerban, secretar de stat în Ministerul Economiei, a declarat pe 11 decembrie că România și Bulgaria vor să construiască împreună două hidrocentrale, cu fonduri europene, fără să precizeze însă posibilul amplasament al acestora.
Pe 23 decembrie 2009 în România a fost investit cabinetul condus de premierul Emil Boc, iar unul dintre punctele programului de guvernare a fost „Inițierea demersurilor pentru realizarea podului peste Dunăre la Turnu Măgurele - Nicopole și conectivitatea cu Autostrada Sudului”.
Pe 10 mai 2010 Rosen Plevneliev, ministrul bulgar al Dezvoltării Regionale, a anunțat probabilitatea ca Uniunea Europeană să finanțeze proiectele de construire a două noi poduri peste Dunăre, care să lege orașele Oreahovo-Bechet și Silistra-Călărași. Anunțul a fost făcut la o conferință internațională de două zile, desfășurată la Ruse, privind strategia UE față de Regiunea Dunării. La conferință au mai participat prim-ministrul Boiko Borisov, comisarul european pentru Politică Regională Johannes Hahn și ministrul bulgar al Economiei, Energiei și Turismului Traicio Traikov.
Pe 21 octombrie 2014, Guvernul României a aprobat semnarea unui memorandum de înțelegere cu autoritățile bulgare pentru implementarea studiilor de fezabilitate privind construcția a două noi poduri peste Dunăre, la Silistra-Călărași și Nicopole-Turnu Măgurele.

### Complexe hidroenergetice
Pe data de 18 iulie 2011 miniștrii Economiei din România și Bulgaria, Ion Ariton și Traicio Traikov, au anunțat că în septembrie 2011 guvernele celor două țări vor semna un memorandum pentru pregătirea proiectelor de construcție a două mari complexuri hidroenergetice pe Dunăre. Acestea vor fi poziționate între Turnu Măgurele și Nicopole, respectiv între Călărași și Silistra. În primul caz se reia ideea fostului premier Tăriceanu, enunțată în 2008.
Ministerul Economiei din Bulgaria estimează că cele două mari complexuri hidroenergetice ar putea produce un total de peste 3.800 GWh de electricitate pe an. Ministrul român Ion Ariton a declarat că cele două investiții vor fi realizate în parteneriat public-privat, însă nu a precizat care este valoarea estimată a proiectelor și nici momentul în care ar putea să înceapă efectiv construcția.

## Controverse
Proiectul noului pod peste Dunăre nu a fost lipsit de nenumărate probleme și controverse de-a lungul timpului. Principalul obstacol care a întârziat începerea efectivă a lucrărilor au fost îndelungatele neînțelegeri româno-bulgare privind locul unde să fie construit podul sau chiar privind oportunitatea lui.

### Controverse privind amplasamentul podului

Harta rețelei de coridoare pan-europene

În martie 1994, Conferința a II-a Pan-Europeană privind Transporturile, care s-a desfășurat pe insula grecească Creta, a stabilit traseele celor 10 coridoare pan-europene de transport în centrul și estul Europei ca rute de transport care necesită investiții europene majore în următorii 10 până la 15 ani. Conferința a II-a Pan-Europeană privind Transporturile, care s-a ținut în 1997 la Helsinki, în Finlanda, a adus unele completări deciziilor luate în 1994. Una din hotărârile luate la aceste conferințe a fost trasarea unui al X-lea Coridor Pan-European de transport, valabil după încetarea războaielor din fosta Iugoslavie.
Astfel, s-au stabilit printre altele următoarele trasee:
- Coridorul IV Pan-European, aripa nordică: Dresda — Nürnberg — Praga — Viena — Bratislava — Győr — Budapesta — Arad — Sibiu — București — Constanța;
- Coridorul IV Pan-European, aripa sudică: Dresda — Nürnberg — Praga — Viena — Bratislava — Győr — Budapesta — Arad — Craiova — Sofia — Salonic / Plovdiv — Istanbul;
- Coridorul VIII Pan-European, în lungime totală de 1300 km: Durrës — Tirana — Skopje — Bitola — Sofia — Dimitrovgrad — Burgas — Varna;
- Coridorul X Pan-European, ramura C: Salzburg — Ljubljana — Zagreb — Belgrad — Niș — Sofia;

Stabilirea acestor coridoare a făcut ca Sofia să devină un punct de intersecție între aripa sudică a Coridorului IV, Coridorul VIII și ramura C a Coridorului X. Iordanka Ganceva, cercetător la Institute for Market Economics din Sofia, sublinia într-un studiu că pentru guvernul bulgar a devenit prioritară aripa sudică a Coridorului IV, pentru că ea lega Bulgaria și întreg Sud-Estul Europei (prin coridoarele VIII și X) de Europa de Vest, în timp ce aripa nordică a Coridorului IV devenea o prioritate a guvernului român, care spera printre altele la sporirea importanței portului Constanța. Dar, sublinia doamna Ganceva:
„Construcția unui pod între Vidin si Calafat va scoate Bucureștiul de pe coridorul de transport către Europa Occidentală și în general va scurta tranzitul prin România. România preferă dezvoltarea infrastructurii pe direcțiile: 1) Budapesta - București - Constanța - Istanbul, ceea ce va aduce portul Constanța într-o poziție cheie; 2) Budapesta - București - Giurgiu - Sofia - Kulata - Salonic, ceea ce va menține tranzitul de lungă distanță prin România și rolul Bucureștiului de nod crucial de transport.”
Începând din 1993, la întâlnirile comune ale responsabililor cu Transporturile din cele două țări, care se țin o dată la doi ani, au fost propuse diverse locuri unde ar putea fi construit cel de-al doilea pod peste Dunăre dintre România și Bulgaria. În 1993 s-a sugerat amplasamentul Oreahovo-Bechet, în 1995 amplasamentul Nicopole-Turnu Măgurele, iar în 1997 amplasamentul Vidin-Calafat.
În 1994, o cercetare a companiei Alexander Gibb, finanțată prin Programul PHARE, a indicat că cel mai potrivit amplasament pentru construcția podului este Lom-Rast. Cercetarea dădea dreptate Bulgariei, care solicita construcția podului în zona sa de nord-vest, însă România nu a acceptat rezultatele cercetării.
Spre sfârșitul anilor '90 Grecia s-a alăturat solicitării părții bulgare de a se construi podul între Vidin și Calafat. Pentru Grecia, interesată în dezvoltarea aripii sudice a Coridorului IV Pan-European și implicit a portului Salonic ca punct terminus al coridorului, construcția podului în acea zonă era vitală, scurtând substanțial tranzitul către vestul Europei.
Pe 11 aprilie 1998, pe insula grecească Santorini s-a desfășurat întâlnirea miniștrilor de externe din Trilaterala Grecia-România-Bulgaria. Participanții, ministrul grec Theodoros Pangalos, cel bulgar Nadejda Mihailova și cel român Andrei Pleșu, au decis să alcătuiască o echipă de experți care să ajute la depășirea impasului creat de dezacordul asupra amplasării noului pod peste Dunăre.
În octombrie 1998, la întâlnirea Trilateralei Grecia-România-Bulgaria, desfășurată la Delphi, în Grecia, președintele bulgar Petăr Stoianov și premierul grec Costas Simitis au pledat pe lângă președintele român Emil Constantinescu pentru construirea podului în zona menționată. Presa bulgară, preluată și de presa română, relata la încheierea lucrărilor Trilateralei că Bucureștiul continuă să se opună construirii unui pod în zona vestică a graniței comune (Vidin-Calafat), deoarece prin acest amplasament se va reduce drastic lungimea tronsoanelor traversate pe teritoriul României.
Pentru a încerca ieșirea din impas dar și pentru a-și impune amplasamentul ales, autoritățile de la Sofia au sugerat autorităților române, în primăvara lui 1999, că ar putea accepta să finanțeze singure construcția podului, România urmând să plătească doar infrastructura de acces la pod de pe malul românesc. Pe 13 martie 1999, după lucrările Trilateralei Grecia-România-Bulgaria ținute la Sinaia, președintele român Emil Constantinescu anunța, preluat de presa românească, faptul că „autoritățile de la București studiază în prezent inițiativa Bulgariei de construire a unui pod peste Dunăre în zona Vidin-Calafat, a cărui finanțare să fie asigurată în întregime de autoritățile de la Sofia”. Constantinescu mai preciza că a abordat această problemă în cursul unei întâlniri bilaterale cu omologul său bulgar, Petăr Stoianov.
Pe 14-15 mai 1999 s-a ținut la Lvov, în Ucraina, cea de-a șasea Conferință la nivel înalt a țărilor Central-Europene. La conferință, președintele român Emil Constantinescu a declarat că România ar putea să-și reconsidere poziția față de construirea podului peste Dunăre la Vidin-Calafat. O lună mai târziu însă, Traian Băsescu, ministrul român al Transporturilor de la acea dată, declara că Bucureștiul refuză să discute construcția podului la Vidin-Calafat, sugerând în schimb realizarea la Turnu Măgurele-Nicopole a unui sistem hidroenergetic și de navigație similar cu Porțile de Fier. Suplimentar, pe barajul acestei hidrocentrale s-ar construi o autostradă și o cale ferată.
În octombrie 1999, la întâlnirea de la Salonic a Conferinței Internaționale pentru Reconstrucția Balcanilor, decizia amplasării noului pod a fost din nou amânată, România susținând construcția lui la Turnu Măgurele-Nicopole sau la Silistra-Călărași, iar Bulgaria insistând pentru zona Vidin-Calafat.
Pe data de 31 octombrie 1999, la o masă rotundă organizată de postul de radio Europa Liberă și moderată de Nestor Ratesh, experții români Gabriel Năstase și bulgar Hristo Pavlov au analizat tensiunile create între cele două țări de neînțelegerile privind amplasarea podului. Gabriel Năstase considera că tensiunile dintre cele două țări privind podul de pe Dunăre sunt artificiale, iar Hristo Pavlov se arăta șocat în primul rând de tonul dur al schimbului de opinii între România și Bulgaria pe tema podului versus baraj. Cei doi experți concluzionau că diferențele de abordare în problema podului au legătură cu concurența dintre cele două țări în problema coridoarelor europene de transport, dar ascund și un conflict economic legat de exportul de electricitate spre Turcia și Grecia. O altă cauză identificată de cei doi ar fi fost rivalitatea diplomatică generată de aspirațiile României și Bulgariei de integrare euro-atlantică.
La începutul anului 2000, Uniunea Europeană, prin intermediul lui Bodo Hombach, coordonatorul Pactului de Stabilitate pentru Europa de Sud-Est, a început să se implice mai puternic pentru soluționarea disputei româno-bulgare. Pe data de 25 martie 2000, într-o vizită făcută la Arad, Bodo Hombach declara:
„Colaborarea în cadrul Pactului de Stabilitate cu partenerii români merge foarte bine. Pactul este un element real și important pentru integrarea europeană. Coridorul IV înseamnă foarte mult: căi de comunicație feroviare, rutiere, energetice și de telecomunicații. Avem în vedere construirea unui pod între Calafat și Vidin, pod ce va aduce foloase tuturor.”
În legătură cu finanțarea podului:
„Finanțarea este reală și va fi asigurată. Podul este un proiect prioritar, iar lucrările pot începe într-un an.”
La sfârșit, Bodo Hombach concluziona:
„Dacă romanii au putut face un pod, putem să facem și noi unul. O Dunăre care pe 500 de kilometri n-are un pod, înseamnă pentru mine Ev Mediu. În mod sigur și drumurile de acces vor fi realizate, căci altfel am face doar un monument al eroilor. Nu vrem așa ceva.”
Trei zile mai târziu, pe data de 28 martie, premierii român și bulgar din acea perioadă, Mugur Isărescu și Ivan Kostov, au semnat la București, în prezența președintelui Constantinescu și a lui Bodo Hombach, documentul privind construcția celui de-al doilea pod peste Dunăre în zona Calafat-Vidin. Ulterior semnării acordului, la conferința de presă ce a urmat, premierul Mugur Isărescu a afirmat că, pentru a lega podul de granița cu Ungaria, se vor construi o șosea și o cale ferată care vor trece prin regiunea defavorizată a Văii Jiului, creând noi locuri de muncă. Valoarea totală a investiției, adică podul plus legăturile rutiere și feroviare dintre pod și Ungaria, a fost estimată la aproximativ un miliard de dolari. De altfel, presa bulgară sublinia și ea că în schimbul acordului pentru amplasamentul Vidin-Calafat, România ar fi primit de la Uniunea Europeană acceptul ca traseul rutier și feroviar care va lega podul de frontiera cu Ungaria să fie cu circa 120 km mai lung, trecând prin Craiova și Valea Jiului. Presa bulgară mai sugera că o treime din banii pentru finanțare ar urma să fie asigurați de UE.
În realitate, acest lucru nu s-a mai întâmplat. Pentru a crea o legătură rutieră între viitorul pod Calafat-Vidin și granița cu Ungaria, guvernul României, acesând fonduri ISPA și cofinanțând investițiile, a decis începerea lucrărilor de reabilitare și modernizare a DN56A (Maglavit-Șimian), și DN6, între Șimian, Turnu Severin, Lugoj și Timișoara.
În iunie 2004, premierul de atunci al României, Adrian Năstase, și omologul său bulgar, Simion de Saxa-Coburg Gotha, au avut o scurtă întâlnire la Calafat, locul de amplasament al viitorului pod peste Dunăre. Prezent și el la întâlnire, Miron Mitrea, ministrul Transporturilor, Construcțiilor și Turismului din acea perioadă, a declarat:
„Infrastructura conexă a podului pe malul românesc a stabilit investiții de 48 de milioane de euro. Se va reabilita astfel DN 56 Craiova-Calafat și conectarea lui la pod, investiție care va costa 15 milioane de euro, și conectarea feroviară la pod, lucrări care se vor ridica la aproximativ 18 milioane de euro. Pe lângă acestea vor fi modernizate și drumurile București-Calafat și Calafat - Drobeta-Turnu Severin.”—AMOS News - 20.06.2004

### Controverse privind licitațiile
Dacă atribuirea de către partea bulgară a construcției podului spaniolilor de la FCC nu a suscitat suspiciuni, în schimb licitația organizată de partea română a stârnit controverse. La licitație au participat doar două consorții, spaniolii de la AZVI / Vimac și asocierea italo-austriaco-română Astaldi / Swietelsky / Euroconstruct / Ansaldo, iar câștigătorul, consorțiul spaniol, a fost desemnat la data de 20 ianuarie 2009 pe principiul prețului cel mai mic. Dacă la licitația anterioară, ținută în noiembrie 2008 și ulterior anulată de Comisia de evaluare a Ministerului Transporturilor, spaniolii au cerut 61.000.000 de euro, de data aceasta ei au solicitat 66.900.000 euro, față de cei 74.400.000 euro ceruți de consorțiul italo-austriaco-român.
Deoarece suma cerută de AZVI / Vimac era cu aproape 20.000.000 euro mai mică decât estimarea făcută de proiectant, de 82.300.000 euro, Astaldi a considerat că prețul spaniolilor a fost unul de dumping și a contestat, în luna februarie, licitația. Radu Berceanu, noul ministru al Transporturilor, s-a arătat deranjat de contestarea licitației, declarând că: „la noi, în România, contestarea licitațiilor este un sport național”. Cu toate acestea, el a dat dreptate italienilor de la Astaldi, făcând mai multe acuzații dure la adresa AZVI:
„Noi avem o firmă, AZVI, de care nu a auzit nimeni în România până când a câștigat lucrarea. Este o firmă mare din Spania, dar aici are doar trei băieți care umblă ca zevzecii și care tot caută, de fapt - deși nu spun - niște subcontractori. Dacă valoarea lucrării este de 70 de milioane de euro, ei caută să câștige 20 de milioane de euro, iar restul să o dea la subcontractori. Cu 50 de milioane de euro nu există subcontractori care să facă lucrarea. Ei au câștigat la un preț-limită: nu au nici utilaje, nici oameni, nimic. Nu vor găsi subcontractori.”
„Ne-au spus întâi că nu au teren expropriat, deși aveau 90% din teren. Nu era ultima bucățică, le-am expropriat-o și pe aia. I-am chemat pe șefii din Spania, pentru că lor le-am spus că nu mai am ce să discut cu ei. „Sunteți prea mici. Sunteți trei băieți cu laptopuri”, le-am spus. Pe de altă parte, nu pot să aplic penalizări, pentru că în contract sunt etape mari, de un an.”—Gazeta de Sud - 11.11.2009
Pe data de 25 februarie Curtea de Apel București a respins acțiunea firmei Astaldi împotriva Ministerului Transporturilor. Decizia instanței nu era însă definitivă, putând fi atacată cu recurs la Înalta Curte de Casație și Justiție.
Controverse a stârnit și licitația pentru desemnarea consultantului. Primele cinci consorții (în ordinea ofertelor financiare) au fost descalificate, iar câștigător a fost desemnat consorțiul Italferr SpA. / DIWI Consult International GmbH / Tecnic Consulting Engineering România SRL. Italferr, liderul de consorțiu, a adjudecat contractul de consultanță pentru circa 2.800.000 euro, cu un milion de euro mai mult decât prima firmă clasată. Unul din competitori, firma Hill International, a contestat licitația, însă pe data de 24 decembrie 2008 și-a retras contestația.
Între timp au apărut probleme și pe malul bulgăresc. Alexandăr Țvetkov, ministrul bulgar al Transporturilor, anunța în toamna lui 2009 că lucrările la pod sunt în întârziere cu 12-14 luni din cauza managementului defectuos:
„În ultimele trei luni ne-am întâlnit de cel puțin 15 ori cu grupul care execută lucrarea (FCC Spania), deoarece au prea multe cereri. Totuși, nu toate aceste cerințe vor fi îndeplinite. Proiectul necesită măsuri rapide, întrucât este finanțat și cu fonduri europene prin programul ISPA (70 de milioane de euro), care expiră la sfârșitul lui 2010.”—Gazeta de Sud - 11.11.2009

### Controverse privind exproprierile

#### în România
Pentru a putea preda companiilor constructoare amplasamentul liber de sarcini, România și Bulgaria au fost nevoite să procedeze și la exproprierea unor suprafețe de teren. Spre exemplu, conform lui Mircea Guță, primarul Calafatului, pe malul românesc au trebuit expropriate 42,6 hectare de teren, cu 242 de poziții în Cartea Funciară. Dintre acestea, 24 aparțineau Consiliului Local Calafat, una - Romsilva, iar alte 217 - persoanelor private.
Exproprierea terenurilor de pe malul românesc a început relativ dezordonat, marcată de zvonuri, întârzieri și suspiciuni. Ludovic Orban, ministrul Transporturilor din acea perioadă, anunța la începutul lui septembrie că:
„Suntem în grafic. Până la sfârșitul anului vom organiza licitație internațională pentru desemnarea constructorului, iar la începutul lui 2009 vor putea demara lucrările. Se vor rezolva toate problemele legate de terenuri până la emiterea ordinului de începere a lucrărilor.”—Gazeta de Sud - 11.09.2008
Tot în septembrie 2008, primarul Mircea Guță spunea: „Negocierile de expropriere vor începe după 15 octombrie, dar nu se ocupă primăria. Nu am primit până acum nici un document de la guvern în acest sens”. Toma Iovănescu, director general adjunct tehnic al proiectantului IPTANA București, estima că vor fi afectați în total 150 de proprietari de terenuri, dar cu suprafețe modice. Cu toate acestea, până la sfârșitul lui 2008 nu a existat niciun act normativ clar care să reglementeze procedurile de expropriere. Desfășurarea alegerilor legislative din 2008 a întârziat și mai mult emiterea unei Hotărâri de Guvern în acest domeniu. Abia pe 13 mai 2009 Guvernul României emite Hotărârea nr.576, care abroga H.G. nr.1664 din 7 octombrie 2004, modificată ulterior prin H.G. nr.1331 din 3 noiembrie 2005. În anexa H.G. nr.576 se preciza că se alocă pentru exproprieri suma de 7.300.000 lei.
Ulterior, presa românească a sugerat că sunt cazuri în care anumite suprafețe de teren au fost trecute de autoritățile locale dintr-o categorie inferioară într-o categorie superioară, pentru a le crește valoarea și a obliga statul român să le cumpere de la proprietarii respectivi cu prețuri umflate. Astfel, suprafețe cu destinație agricolă din extravilanul localităților, mai ieftine ca preț, ar fi fost trecute prin hotărâri de Consiliu Local în intravilan și încadrate ca terenuri cu destinația de locuințe, mult mai scumpe. Deși autoritățile locale au negat acest lucru, în luna septembrie 2009 se ajunsese totuși la situația că statul român trebuia să plătească în medie 366.435,07 lei pentru un hectar de teren în zona Calafat și Poiana Mare, adică aproape 100.000 de euro pe hectar la acea dată.
Din acest motiv, pe data de 23 septembrie 2009 guvernul român emite Hotărârea nr.1032, care modifică H.G. nr.576., și prin care se suplimentează banii destinați exproprierilor „cu suma globală estimată de 2.465 mii lei, alocată de la bugetul de stat prin bugetul Ministerului Transporturilor și Infrastructurii”. În Nota de Fundamentare a acestei Hotărâri se precizează clar că:
„Datorită schimbării categoriei de folosință a unei părți din suprafața afectată, dintr-o categorie inferioară într-o categorie superioară, ne aflăm în situația ca suma de bani aprobată prin Hotărârea Guvernului nr. 576/2009 să nu fie suficientă.”—Nota de Fundamentare a Hotărârii de Guvern nr.1032/23.09.2009
O problemă reclamată de AZVI / Vimac și care a dus la întârzieri în predarea amplasamentului liber de sarcini către constructor a fost necesitatea scoaterii definitive din circuitul forestier (exproprierea) a unei suprafețe de 3499 mp aparținând proprietății publice a statului și administrată de Regia Națională a Pădurilor Romsilva. Acest lucru s-a reglementat până la urmă prin Hotărârea de Guvern nr.1005 din 2 septembrie 2009.
În septembrie 2009, Konstantin Jiponov, responsabilul adjunct de proiect al Ministerului Transporturilor din Bulgaria, explica presei că întârzierea de 12-14 luni față de termenul de finalizare inițial se datorează în parte și faptului că România a emis târziu Autorizația de Construire care permite FCC accesul pe malul românesc, precum și procedurilor foarte lente de expropriere a terenurilor de pe același mal.

#### în Bulgaria

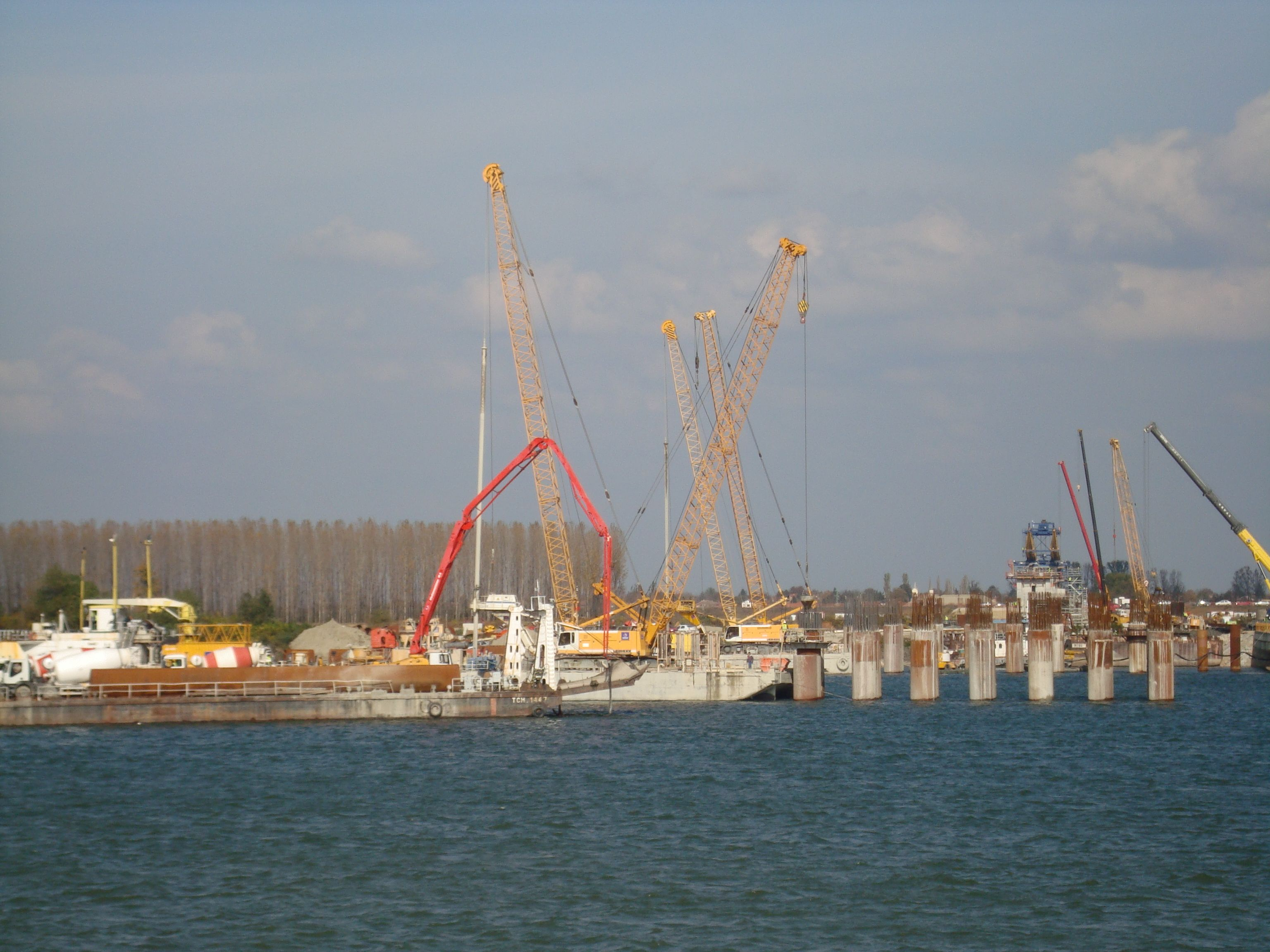
Lucrări la pod pe malul bulgăresc
(octombrie 2009)

Dificultățile legate de exproprieri au întârziat lucrările și pe malul bulgăresc. Deși oficial Bulgaria a început lucrările în iunie 2007, în realitate, datorită problemelor cauzate de exproprieri, începerea propriu-zisă a construcției a fost amânată până în martie 2008. Presa bulgară a relatat pe larg situația. Ministrul bulgar adjunct al Transporturilor, Vessela Gospodinova, anunța în octombrie 2007 că ministerul va primi pe data de 5 noiembrie 2007 un studiu independent privind valoarea a 20 de suprafețe de teren și că negociază cu proprietarii acestora, în vederea cumpărării lor.
Potrivit ziarului bulgar Dnevnik, problemele cauzate de exproprieri au întârziat cu două luni semnarea contractului pentru construirea infrastructurii de acces la pod de pe malul bulgăresc. Același ziar, preluat de agenția Novinite, explica și cauza acestei întârzieri, susținând că primăria Vidin, în loc să ofere teren cu titlu gratuit Ministerului Transporturilor, a separat unele parcele și a vândut unor persoane particulare circa 30.000 m2. Pentru rezolvarea acestei situații Guvernul bulgar a fost nevoit să emită un nou decret de expropriere, care nu a intrat însă în vigoare decât la jumătatea lunii decembrie 2007.
În luna august 2008 compania spaniolă FCC anunța că lucrările sunt întârziate deja cu patru luni față de grafic. Simeon Evtimov, responsabilul de proiect al Ministerului Transporturilor din Bulgaria, afirma că întârzierea este cauzată de modificările impuse proiectanților de condițiile geologice din zonă și de exproprieri.

### Controverse privind aspectele financiare
Nici problemele financiare nu au ocolit construcția podului Vidin-Calafat. Presa, dar și oficiali de pe ambele maluri ale Dunării, consideră acum că podul va costa cu zeci de milioane de euro în plus față de valorile estimate inițial, iar termenul de finalizare, amânat din 2010 până spre sfârșitul lui 2011, a fost din nou depășit. Surse din Ministerul bulgar al Transporturilor care au dorit să-și păstreze anonimatul, citate de cotidianul Trud, consideră că podul va fi în final mai scump cu 20-30% decât valoarea contractuală, adică cu 20-30.000.000 euro.
Consultantul desemnat de partea bulgară, consorțiul Ingérop / High-Point Rendel, a solicitat încă 3.000.000 euro față de suma de 6.000.000 euro convenită prin contract. Suplimentarea a fost motivată de nenumăratele întârzieri și amânări ale lucrărilor, rezultând un număr mult mai mare de ore de muncă pe care consorțiul a fost nevoit să le plătească angajaților săi.
Mai mult, la insistența consultantului Ingérop / High-Point Rendel, constructorul FCC a fost nevoit să realizeze studii geologice suplimentare. Studiile au relevat, la circa 70 de metri sub nivelul fundului albiei, o situație geologică severă care nu fusese luată inițial în calcul: prezența unor lespezi de piatră de dimensiuni mari care puteau afecta stabilitatea construcției. Aceasta a dus la modificarea proiectului, la noi întârzieri și la sume suplimentare de bani solicitate de către FCC Ministerului bulgar al Transporturilor.
Alte întârzieri și solicitări de plăți suplimentare din partea constructorului spaniol s-au datorat descoperirii de-a lungul traseului a unor cabluri și instalații neprevăzute în proiectul inițial, care au necesitat noi lucrări de reproiectare și relocare.
În vara lui 2009, constructorul FCC a fost nevoit să oprească lucrările la infrastructura feroviară din cauza a șase locuințe ilegale, amplasate în zona de servitute și ocupate de 20-25 persoane. Deși lucrările ar fi trebuit să înceapă în zona respectivă în luna iulie, constructorul spaniol nu primise încă nici în luna septembrie 2009 acceptul pentru acces. Din aceasta cauză FCC, a solicitat de la Ministerul Transporturilor din Bulgaria o indemnizație suplimentară de 800.000 euro și a riscat el însuși să fie amendat de consultant pentru întârzierea lucrărilor. Conform lui Konstantin Jiponov, responsabilul adjunct al proiectului: „este un cerc vicios cu grave implicații financiare de ambele părți”. Situația s-a rezolvat la jumătatea lunii septembrie 2009, când autoritățile locale au emis ordinul de demolare a celor șase case, iar primarul Vidinului le-a pus la dispoziție locuințe modulare ocupanților acestora.

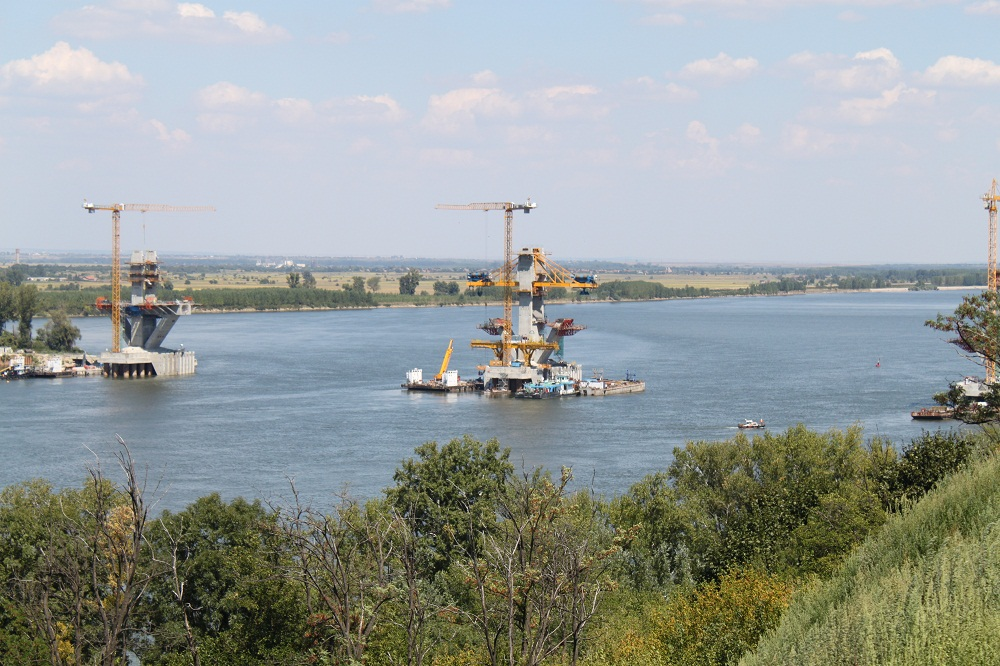
Lucrări la pilele podului
(august 2011)

O situație deosebită a fost creată și de faptul că FCC a avut nevoie pentru construcția de terasamente de circa 1 milion de metri cubi de pământ. Constructorul spaniol viza în acest scop extragerea de agregate de pe o suprafață de 1800 de ari din apropierea saitului lucrării, însă s-a lovit de Legea bulgară a Concesiunilor. Legea nu permite încredințarea directă, ci tratează excavarea de pământ la fel ca pe extracția de minerale, aur sau platină, solicitând o licitație la care să participe cel puțin două companii. Astfel că FCC s-a trezit în situația de a participa la o licitație alături de două firme bulgărești. Surse din Ministerul Transporturilor din Bulgaria au sugerat că scopul celor două societăți era doar extorcarea constructorului spaniol, obligându-l să cumpere de la ele agregate pentru construcția terasamentelor cu aproximativ 17 euro pe tonă. Ținând cont de cantitatea de care avea nevoie FCC, aceasta însemna nisip și argilă în valoare de 17 milioane de leva. În afară de creșterea costurilor, o astfel de licitație necesita proceduri îndelungate care ar fi întârziat și mai mult finalizarea lucrărilor. La o întâlnire în luna decembrie 2009 cu Rumen Vidov, primarul Vidinului, Alberto Bergara, responsabilul de proiect din partea FCC, a solicitat rezolvarea rapidă a problemei, subliniind că orice întârziere suplimentară cauzată de această licitație poate deveni critică pentru construcția podului. Primarul Vidinului a promis că va solicita sprijinul Prim-Ministrului Boiko Borisov, guvernul fiind singurul care ar putea debloca situația printr-o decizie politică.
În timpul construcției a mai apărut o problemă: deoarece pe malul și în apele teritoriale bulgărești se lucrează, Administrația Porturilor Dunării Fluviale din România se ocupă singură de întreținerea părții navigabile a Dunării și de circulația vaselor în zonă. Administrația are această obligație stipulată prin contract și a solicitat constructorului FCC 800.000 de euro pentru aceste servicii. FCC a cerut Ministerului Transporturilor de la Sofia să suporte împreună costurile, însă Ministerul a refuzat, argumentând că această plată trebuia luată în calcul de constructor la semnarea contractului pentru pod.
Însă probabil problema cea mai spinoasă s-a datorat faptului că podul este cofinanțat din fonduri de preaderare ISPA. Valabilitatea acestei finanțări ar fi expirat la sfârșitul anului 2010, cu o posibilitate de prelungire de șase luni, deci înainte de termenul estimativ de dare în folosință a podului. Așa că, în teorie cel puțin, Bulgaria ar fi fost nevoită să înapoieze acești bani Uniunii Europene. Același lucru l-ar fi riscat și România, dacă nu termina infrastructura adiacentă podului până în data de 31 decembrie 2010. În aceste condiții, guvernul bulgar a solicitat Comisiei Europene extinderea termenului memorandumului financiar pentru construcția podului. Conform unor surse citate în luna decembrie 2009 de agenția bulgară Novinite, Comisia Europeană ar fi acceptat extinderea, însă pentru un termen de trei ori mai scurt decât cel solicitat de Bulgaria.
Pe 26 februarie 2010, premierii Emil Boc și Boiko Borisov au declarat la Sofia că vor face echipă comună pentru a convinge Uniunea Europeană să nu blocheze fondurile europene pentru acest proiect și să prelungească termenul în care banii pot fi cheltuiți. Ei au făcut apel la Comisia Europeană să permită celor două țări să extindă termenul de folosire a fondurilor până la 31 decembrie 2012.
Pe 29 martie 2010, cotidianul bulgar Sega a reluat problema finanțării podului. Ziarul atrăgea atenția că, deși discuțiile dintre premierii României și Bulgariei, Emil Boc și Boiko Borisov, s-au intensificat, nu exista nicio certitudine în legătură cu finalizarea la timp a lucrărilor de construcție a podului peste Dunăre. Cotidianul trăgea semnalul de alarmă că planează în continuare riscul ca cele două țări să piardă fonduri europene de milioane de euro. Ziarul bulgar reamintea divergențele româno-bulgare din trecut privind amplasamentul podului, sugerând că România n-ar fi în continuare interesată de construcția acestuia; mai mult, în articol se arăta că România n-a întreprins niciun pas în reabilitarea legăturilor feroviare și rutiere dintre Calafat și Craiova. Cotidianul Sega mai identifica un posibil motiv de întârziere a lucrărilor: afacerile cu feriboturile de pe cele două maluri ale Dunării. Ziarul conchidea: „Podul peste Dunăre 2 are mai mulți dușmani decât prieteni”.
În aprilie 2010, Comisia Europeană a anunțat că a acceptat extinderea termenului de folosire a fondurilor ISPA până la 31 decembrie 2012, decizie salutată de guvernele român și bulgar.